# La Chapelle-Saint-Mesmin
La Chapelle-Saint-Mesmin är en kommun i departementet Loiret i regionen Centre-Val de Loire strax norr Frankrikes mitt. Kommunen ligger i kantonen Ingré som tillhör arrondissementet Orléans. År 2022 hade La Chapelle-Saint-Mesmin 10 492 invånare.

## Befolkningsutveckling
Antalet invånare i kommunen La Chapelle-Saint-Mesmin
| Referens: INSEE |